# Fotosintetički reakcioni centar
Fotosintetički reakcioni centar je kompleks nekoliko proteina, pigmenta i drugih kofaktora koji zajedno vrše reakcije primarne konverzije energije fotosintezom. Molekularne ekscitacije, koje potiču bilo direktno od sunčeve svetlosti ili su prenesene kao ekscitaciona energia preko sistema antena za prikupljanja svetla, podstiču reakcije elektronskog transfera duž puta serije kofaktora vezanih za protein. Ovi kofaktori su molekuli koji apsorbuju svetlost (oni se isto tako nazivaju hromoforima ili pigmentima) kao što su hlorofil i feofitin, kao i hinoni. Energija fotona se koristi za pobuđivanje elektrona pigmenta. Kreirana slobodna energija se zatim koristi za redukovanje lanca obližnjih akceptora elektrona, koji naknadno imaju više redoks potencijale. Ovi koraci elektronskog transfera su inicijalna faza serije reakcija konverzije energije, što ultimatno rezultira u konverziji energije fotona i u skladištenju te energije produkcijom hemijskih veza.

## Transformisanje svetlosne energije u separaciju naelektrisanja
Reakcioni centeri su prisutni u svim zelenim biljkama, algama, i mnogim bakterijama. Mada su te vrste razdvojene milijardama godina evolucije, reakcioni centeri su homologni za sve fotosintetičke vrste. U kontrastu s tim, postoji znatna raznovrsnost u kompleksima za prikupljanje svetla među fotosintetičkim vrstama. Zelene biljke i alge imaju dva različita tipa reakcionih centera, koji su deo većih superkompleksa poznatih kao fotosistem I P700 i fotosistem  P680. Strukture tih superkompleksa su velike, i učestuvuju u višestrukim kompleksima prikupljanja svetla. Reakcioni centar koji je prisutan u familiji bakterija Rhodopseudomonas je trenutno najbolje izučen, pošto je to bio prvi reakcioni centar sa poznatom strukturom i ima manji broj polipeptidnih lanaca nego ekvivalentni kompleksi kod zelenih biljaka.
Reaktivni centar je postavljen na takav način da prikuplja energiju fotona koristeći pigmentne molekule i pretvara je u korisni oblik. Nakon što je jednom svetlosna energija bila direktno apsorbovana pigmentnim molekulima, ili prenesena na njih purem rezonantnog transfera sa okružujućih kompleksa prikupljanja svetla, oni oslobađaju dva elektrona u lanac transporta elektrona.
Svetlost se sastoji od malih paketa energije zvanih fotoni. Ako se foton sa odgovarajućom količinom energije sudari sa elektronom, doći će do prelaza elektrona na viši energijski nivo. Elektroni su najstabilniji na njihovom najnižem energetskom nivou, što se naziva njihovim osnovnim stanjem. U tom stanju, elektron je u orbiti koja ima najmanju količinu energije. Elektroni na višim energetskim nivoima se mogu vratiti u osnovno stanje na način koji je analogan lopti koja pada niz stepenice. Pri tome elektroni oslobađaju energiju. To je proces koji se koristi u fotosintetičkom reakcionom centru.
Kad se elektron popne na viši energetski nivo, dolazi do korespondirajućeg sniženja redukcionog potencijala molekula na kome elektron počiva. To znači da molekul ima znatniju tendenciju da donira elektrone, što je ključno u konverziji svetlosne energije u hemijsku energiju. U zelenim biljkama, lanac elektronskog transporta ima mnoštvo elektronskih akceptora uklučujući feofitin, hinon, plastohinon, citohrom bf, i feredoksin, što na kraju dovodi do redukovanog molekula NADPH i skladištenja energije. Prolaz elektrona kroz lanac elektronskog transporta isto tako dovodi do pumpanja protona (vodoničnih jona) iz hloroplastnih stroma u lumen. To dovodi do protonskog gradijenata na tilakoidnoj membrani, što se može koristiti za sintetisanje  molekula posredstvom ATP sintaze. ATP i NADPH se koriste u Kalvinovom ciklusu za fiksiranje ugljen dioksida u triozne šećere.

## Literatura
- Berg JM, Tymoczko JL, Stryer L (2002). „Chapter 19: The Light Reactions of Photosynthesis”. Biochemistry (5th изд.). New York: WH Freeman.

## Spoljašnje veze
- orijentacija proteina u membranama families/superfamily-2 - Calculated spatial positions of photosynthetic reaction centres and photosystems in membrane
- Orr L, Govindjee R. „Photosynthesis Web Resources”. University of Illinois at Urbana-Champaign.